# Au saint Nau
Pour les articles homonymes, voir Nau.

Au saint Nau est un chant de Noël poitevin du XVIe siècle.

## Paroles
Refrain
Au saint Nau
Chanterai, sans point ni feindre
Y n'en daignerai ren craindre,
Car le jour est fériau,
Nau, nau, nau,
Car le jour est fériau.
1.
Nous fûmes en grand émoi
Nau, nau,
Y ne sais pas ce qu'o peut estre,
Daux autres bergers et moi,
Nau, nau,
En menant nos brebis paître,
Dau forfait qu'Adam fit contre son maître,
Quand dau fruit il osit paître,
Dont il fit péché mortiau,
Nau, nau, nau,
Dont il fit péché mortiau.
2.
Y m'assit sur le muguet
Nau, nau,
En disant de ma pibolle
Et mon compaignon Huguet
Nau, nau,
Mi répond de sa flageolle :
Arriva in ange daus ceau qui vole,
Disant allègre parole
Dont y fus joyeux et bault
Nau, nau, nau,
Dont y fus joyeux et bault :
3.
Réveillez-vous, pastoureaux,
Nau, nau,
Et menez joyeuse chère.
En Bethléem est l'igneau
Nau, nau,
Nascu d'une vierge mère :
Elle l'a mis dedans ine manjouère
Où l'avait pou de letère,
En l'étable communau,
Nau, nau, nau,
En l'étable communau.

## Citations et interprétations
Rabelais témoigne de la célébrité de ce chant en le faisant entonner à Frère Jean dans le chapitre 22 du Quart Livre (1552)  : Je n'en daignerais rien craindre, / Car le jour est fériau, / Nau, nau, nau !
Il est chanté en 1918 pour les archives de la paroles produites par Ferdinand Brunot.
Le chant a été interprété par le groupe Tarentule dans son album éponyme enregistré en 1977.